# Мобриџ (Јужна Дакота)
Мобриџ (енгл. Mobridge) град је у америчкој савезној држави Јужна Дакота.

## Демографија
По попису из 2010. године број становника је 3.465, што је 109 (-3,0%) становника мање него 2000. године.
| Група             | 2000.         | 2010.         |
| Белци             | 2.828 (79,1%) | 2.608 (75,3%) |
| Афроамериканци    | 1 (0,0%)      | 6 (0,2%)      |
| Азијати           | 8 (0,2%)      | 13 (0,4%)     |
| Хиспаноамериканци | 30 (0,8%)     | 27 (0,8%)     |
| Укупно            | 3.574         | 3.465         |